# Діафаноскопія
Діафаноскопія (від грец. Diaphanes - прозорий і skopia), трансілюмінація — просвічування вузьким пучком світла пришкірних утворень або кіст. Якщо кіста містить прозору рідину, то в темній кімнаті вона під час просвічування буде мати червонуватий колір. Каламутна рідина просвічуватися не буде.

## Види
Діафаноскопію придаткових пазух носа, а також очних яблук за допомогою діафаноскопа проводять для розпізнавання захворювань верхньощелепної та лобової пазух, внутрішньоочних пухлин та інше. Діафаноскопію проводять в затемненому приміщенні з допомогою спеціальної електричної лампочки, закріпленої на ручці. Для дослідження верхньощелепних (гайморових) пазух лампочку вводять в рот пацієнта, для визначення стану лобової пазухи лампочка притуляється до верхньо-внутрішнього кута орбіти. За патологічних змін (запалення, пухлина тощо) уражена сторона виявляється затемненою. 
Для просвічування очей застосовують також особливу лампочку, вмонтовану в спеціальну металеву капсулу.
В урології діафаноскопію застосовують при наявності збільшення однієї або обох половин калитки. Сутність методу полягає в тому, що до задньої поверхні мошонки ближче до її дна, або до нижньо-бічної поверхні, підноситься джерело світла (часто світловодів цистоскопа). За такої умови, якщо світло добре проникає крізь мошонку і вона починає світитися як червоний китайський ліхтар, це означає, що її збільшення обумовлено скупченням рідини (водянка оболонок яєчка або гідроцеле, або кіста придатка яєчка або сперматоцеле). Якщо ж мошонка залишається для світла непроникною - значить її збільшення обумовлено запаленням або пухлиною яєчка та / або його придатка. В останні роки, з появою ультразвукового дослідження (УЗД) калитки, значення діафаноскопії в діагностиці захворювань мошонки втрачається. УЗД калитки дозволяє поставити діагноз зі значно більшою точністю.